# Åklagarens vittne
För andra betydelser, se Åklagarens vittne (olika betydelser).
Åklagarens vittne (engelska: Witness for the Prosecution) är en amerikansk kriminalfilm från 1957 i regi av Billy Wilder. I huvudrollerna ses  Tyrone Power, Marlene Dietrich, Charles Laughton och Elsa Lanchester. Filmen, som har inslag av dyster svart humor och film noir, är ett rättegångsdrama som utspelar sig i Old Bailey i London och är baserad på pjäsen med samma namn från 1953 av Agatha Christie, som i sin tur är baserad på hennes novell med samma titel. Filmen hyllades av kritikerna och fick sex Oscarsnomineringar, bland annat för bästa film. Den fick också fem Golden Globes-nomineringar, inklusive en vinst för Elsa Lanchester som bästa skådespelerska i en biroll. Dessutom valdes filmen ut som det sjätte bästa rättegångsdramat någonsin av American Film Institute för deras Top 10-lista.
I filmen anklagas en man för att ha dödat en rik änka som hade angett honom som huvudförmånstagare i sitt testamente. Under rättegången vittnar hans fru mot honom.

## Handling
Advokaten Sir Wilfrid Robarts, som återhämtar sig från en hjärtattack, går med på att försvara Leonard Vole trots invändningar från Robarts privata sjuksköterska miss Plimsoll, eftersom Sir Wilfrids läkare har varnat honom för att ta sig an några brottmål. Vole anklagas för att ha mördat Emily French, en förmögen, barnlös änka som hade blivit förälskad i honom och hade angett honom som den huvudsakliga förmånstagaren i sitt testamente. Starka indicier pekar på att Vole är mördaren, men Sir Wilfrid tror att Vole är oskyldig.
När Sir Wilfrid talar med Voles tyska hustru Christine finner han henne ganska kall och behärskad, men hon ger ett alibi, även om det inte är helt övertygande. Han blir mycket förvånad när hon under rättegången kallas som vittne av åklagaren. En hustru kan inte tvingas att vittna mot sin man, men Christine var fortfarande gift med Otto Helm, en tysk man som nu bodde i Östtyskland i den ryska zonen, när hon gifte sig med Vole (som var i Royal Air Force och en del av ockupationsstyrkorna i Tyskland och hade gift sig med henne för att hjälpa henne att fly från Tyskland). Hon vittnar om att Vole privat erkände för henne att han hade dödat mrs French och hennes samvete tvingade henne att äntligen säga sanningen. Under rättegången i Old Bailey kontaktas Sir Wilfrid av en mystisk kvinna som mot betalning förser honom med brev skrivna av Christine till en mystisk älskare vid namn Max. Handstilen är äkta och kvinnan har en legitim anledning till att lämna ut breven: hennes ansikte har blivit ärrat och sönderskuret, förmodligen av Max. Breven innehåller en redogörelse för Max och Christines plan att döda Leonard, vilket övertygar juryn om att Christine medvetet hade begått mened. Leonard frikänns till publikens stora förtjusning.
Sir Wilfrid är dock bekymrad över domen. Det visar sig att han har rätt när Christine, som förts in i rättssalen för att sätta sig i säkerhet efter att ha blivit överfallen av folkmassan för sitt uppförande, berättar för honom att han hade hjälp med att vinna målet. Sir Wilfrid hade sagt till Christine före rättegången att juryn inte skulle tro på något alibi från en kärleksfull hustru, så hon spelade en hatisk, dubbelspelande hustru och vittnade mot sin make och förfalskade sedan breven till den icke-existerande Max och antog en förklädnad för att spela den mystiska kvinnan som bidrog med breven. Hon misskrediterade sitt eget vittnesmål vilket ledde till frikännandet. Hon erkänner att hon räddade Leonard, trots att hon visste att han var skyldig, eftersom hon älskar honom. Hon accepterar att hon kan komma att dömas för mened.
Leonard, som har hört Christines erkännande, bekräftar glatt att han verkligen dödade mrs French. Sir Wilfrid är rasande men hjälplös när det gäller att stoppa Leonard på grund av dubbelbestraffningslagar (som sedan dess upphävts i Storbritannien) som skulle förhindra en ny rättegång. Christine blir chockad när hon upptäcker att Leonard har haft en affär med en yngre kvinna som han planerar att överge Christine för, och känner att han och Christine nu är det även för att de har räddat varandras liv. Christine tar ilsket en kniv och dödar Leonard. Efter att hon arresterats av polisen förklarar Sir Wilfrid, påhejad av miss Plimsoll, att han kommer att ta sig an Christines försvar.

## Om filmen
Filmen hade svensk premiär på biograf Park i Stockholm den 17 mars 1958. Den blev Tyrone Powers sista fullbordade film. Filmen var nominerad i sex kategorier vid Oscarsgalan 1958, bland annat för bästa film (Arthur Hornblow Jr.), bästa regi (Billy Wilder), bästa manlige huvudroll (Charles Laughton) och bästa kvinnliga biroll (Elsa Lanchester).
Åklagarens vittne har visats vid ett flertal tillfällen i SVT, bland annat på trettondagsafton 1968 (då Sveriges Radio)  och 1984.

## Rollista i urval
- Tyrone Power – Leonard Vole, den åtalade
- Marlene Dietrich – Christine Vole/Helm, den åtalades hustru
- Charles Laughton – Sir Wilfrid Robarts
- Elsa Lanchester – Miss Plimsoll, Sir Wilfrids sjuksköterska
- John Williams – Mr. Brogan-Moore
- Henry Daniell – Mr. Mayhew
- Ian Wolfe – H. A. Carter
- Torin Thatcher – Mr. Myers, åklagaren
- Norma Varden – Mrs. Emily Jane French
- Una O'Connor – Janet McKenzie, Mrs. Frenchs hembiträde och åklagarens vittne
- Francis Compton – Mr. Justice Wainwright, domaren
- Philip Tonge – chefskommissarie Hearne
- Ruta Lee – Diana
- Marjorie Eaton – Miss O'Brien
- Ottola Nesmith – Miss Johnson

## Produktion
Producenterna Arthur Hornblow och Edward Small köpte rättigheterna till pjäsen för 450 000 dollar. Pjäsen anpassades för att betona försvarsadvokatens karaktär. Billy Wilder kontrakterades för att regissera i april 1956. Enligt Wilder så kontaktade producenterna Marlene Dietrich om rollen och hon accepterade på villkor att Wilder regisserade. Wilder sa att Dietrich gillade att "spela en mörderska" men att han var "lite generad när hon spelade kärleksscenerna."
Vivien Leigh var påtänkt för rollen som Christine Vole. Laughton baserade sin prestation på Florance Guedella, sin egen advokat, en engelsman som var känd för att snurra sin monokel medan han korsförhörde vittnen.
I en tillbakablick som visar hur Leonard och Christine träffas för första gången på en tysk nattklubb har hon på sig sina karakteristiska byxor, som Dietrich gjorde kända i regissören Josef von Sternbergs film Marocko (1930). En bråkig kund sliter ner dem på ena sidan, vilket avslöjar ett av Dietrichs berömda ben och startar ett slagsmål. Scenen krävde 145 statister och 38 stuntmän och kostade 90 000 dollar. Baren heter Die blaue Laterne (svenska: Den blå lyktan), vilket är en referens till Dietrichs berömda film Blå ängeln.

## United Artists "överraskningsslut"
I slutet av filmen, när eftertexterna rullar, meddelar en berättarröst:
Ledningen för denna teater föreslår att du, för att roa dina vänner som ännu inte har sett filmen, inte kommer att avslöja för någon hemligheten om slutet på "Åklagarens vittne".
Detta var i linje med reklamkampanjen för filmen. På en av affischerna stod det: "Du kommer prata om det! - Men snälla, berätta inte slutet!"
Ansträngningen att hålla slutet hemligt sträckte sig ända till skådespelarna. Billy Wilder tillät inte skådespelarna att se de sista tio sidorna av manuset förrän det var dags att spela in dessa scener. Hemlighetsmakeriet ska ha kostat Marlene Dietrich en Oscar, eftersom United Artists inte ville uppmärksamma det faktum att Dietrich var praktiskt taget oigenkännlig som den Cockney-kvinna som överlämnar de komprometterande breven till försvaret.

## Mottagande
I en samtida recension i The New York Times skrev kritikern Bosley Crowther: "... Det finns aldrig ett tråkigt eller värdelöst ögonblick. Det är bara parering och slag från ordet "Go!", som tydligt tillkännages när den anklagade mannen förs till Mr. Laughton i början av filmen. Och luften i rättssalen sprakar av känslomässig elektricitet, fram till den där häpnadsväckande överraskningen i sista akten. Då exploderar hela dramat. Det är iscensättningen av scenerna som är viktig i denna snabbt rörliga film... Det är balansen mellan välmarkerade karaktärer, skiftningarna i stämningen, tempoväxlingarna och de intressanta utbrotten av histrionik som de olika skådespelarna uppvisar."
Agatha Christie "ansåg själv att det var den finaste filmen som härrörde från en av hennes berättelser". Den har för närvarande ett 100-procentigt godkännande på Rotten Tomatoes, baserat på 40 recensioner med ett genomsnittligt betyg på 8,7/10. I TV Guides recension av filmen fick den fyra och en halv stjärna av fem, och författaren sa att "Åklagarens vittne är en kvick, kortfattad anpassning av Agatha Christies succépjäs som Billy Wilder gjorde på vita duken med uppfinningsrikedom och vitalitet."

## DVD
I Sverige gavs filmen ut på DVD 2005 och 2018.